# Ервін Раух
Ервін Фріц Раух (нім. Erwin Fritz Rauch; 19 жовтня 1889, Берлін — 26 лютого 1969, Кірхенламіц) — німецький воєначальник, генерал-лейтенант вермахту. Кавалер Лицарського хреста Залізного хреста.

## Біографія
Син фабриканта Карла Ернста Рауха і його дружини Елізабет, уродженої Доннер. 15 вересня 1908 року вступив в Прусську армію. Учасник Першої світової війни. В грудні 1920 року звільнений у відставку. 1 травня 1934 року повернувся в армію. З 2 листопада 1938 року — командир 2-го, з 15 жовтня 1940 року  — 422-го піхотного полку, з 6 серпня 1941 по 17 жовтня 1943 і з 1 листопада 1943 по 15 січня 1944 року — 123-ї, з 1 лютого 1944 року — 343-ї піхотної дивізії. 18 вересня 1944 року взятий в полон американськими військами після битви за Брест. 5 червня 1947 року звільнений.

## Сім'я
18 жовтня 1917 року одружився з Ерною Зебоде. В них народились 2 сини (1920 і 1921). Один з синів, Вольфганг Раух, служив під командуванням батька як командир 3-ї роти 418-го піхотного полку 123-ї піхотної дивізії. 4 березня 1941 року пара розлучилась.
Вдруге одружився з Інгеборг Прель, сестрою Ільзи Гесс. Вони були поховані на сімейній ділянці Гессів у Вунзіделі. 20 липня 2011 року могила була ліквідована.

## Звання
- Фанен-юнкер (9 вересня 1908)
- Лейтенант (27 січня 1910; патент від 29 січня 1908)
- Оберлейтенант (17 січня 1915)
- Гауптман (18 квітня 1917)
- Майор земельної оборони (1 жовтня 1933)
- Майор (1 травня 1934)
- Оберстлейтенант (1 жовтня 1934)
- Оберст (1 серпня 1937)
- Генерал-майор (1 серпня 1941)
- Генерал-лейтенант (16 листопада 1942)

## Нагороди
- Залізний хрест 2-го і 1-го класу
- Почесний хрест ветерана війни з мечами
- Медаль «За вислугу років у Вермахті» 4-го, 3-го і 2-го класу (18 років)
- Застібка до Залізного хреста
  - 2-го класу (20 вересня 1939)
  - 1-го класу (3 жовтня 1939)
- Лицарський хрест Залізного хреста (22 грудня 1941)
- Медаль «За зимову кампанію на Сході 1941/42» (24 липня 1942)
- Дем'янський щит
- Німецький хрест в золоті (21 лютого 1944)